# Artstetten-Pöbring
Artstetten-Pöbring é um município da Áustria localizado no distrito de Melk, no estado de Baixa Áustria.